# 모험가 이야기
모험가 이야기(Life in Adventure)는 인디게임 개발제작사 StudioWheel에서 개발한 게임이다.

## 구성
중세 판타지 세계관을 바탕으로 한 게임이다. 주인공의 성별과 이름, 그리고 특성은 무작위로 설정된다. 사용자의 선택지 결정에 따라서 내용의 전개가 달라지는 특성을 가지고 있다. 게임은 다섯 가지의 배경과 여덟 가지의 이야기로 구성되어 있으며, 구매 여부에 따라서 배경과 이야기가 무작위로 결정된다.

## 배경 및 이야기

### 배경
- 추방된 마법 학도
- 공주를 구하려는 사서
- 빛의 굴레
- 악마의 손길

### 이야기
- 전염병
- 릭스헬름의 피난민
- 악마의 피
- 인어를 찾아서
- 복수를 갈망하는
- 생명의 보옥
- 최고의 미인
- 고대의 비약